# Костенко Микола Федорович
Костенко Микола Федорович (*21 грудня 1913, Кишинів — †29 липня 1993, Кишинів) — молдавський культурний діяч, письменник. Почесний член Академії наук Молдови

## Біографія
Народився 21 грудня 1913 року в Кишиневі, виріс в Чігорянах.
Навчався в Ясському університеті. Працював редактором журналу Viaţa Basarabiei з 1934 по 1940 роки.
З 1940 року Костенко працював у журналі «Ніструл» («Жовтень»). У 1941 році був депортований до Сибіру.
У 1956 році — реабілітований.
Помер 29 липня 1993 в Кишиневі.

## Творчість
Почав друкуватися в 1934 році.
Перша збірка «Вірші» вийшов в 1937, потім опубліковані збірники «Годинник» (1939), «Язичницькі елегії» (1940). Випустив збірки «Нові вірші» (1960), «Вірші» (1961).
Автор нарисів і оповідань з життя молдавського села, роману «Північноград» (1962) про трудівників Півночі.
Йому належать переклади поезій Тараса Шевченка (поеми «Гайдамаки», віршів «Ой я свого чоловіка», «Закувала зозуленька», «Ой сяду я під хатою», «Якби мені, мамо, намисто».
Написав статтю «Тарас Шевченко» (1937).